# Mvet
El mvet és un instrument de corda, entre arpa i llaüt (o cítara de mànec (311 de la classificació Hornbostel-Sachs)) dels fang o bëti de Gabon, Camerun, São Tomé i Guinea Equatorial. S'assembla a la kora, però més gran i més senzill, consisteix en un mànec fet amb una branca de ràfia o bambú, d'entre un i dos metres de llargada, amb tres caixes de ressonància fetes de carbassa. Té un pont vertical al centre que divideix quatre o cinc cordes de tripa o de metall, que es toquen a banda i banda del pont.
L'instrument s'aguanta horitzontalment al pit per tancar o obrir la carbassa del mig amb el moviment dels braços. Es pot tocar sol o pot acompanyar una cançó o un poema que poden parlar d'èpica, guerra, ritual, filosofia o coneixement.
Al segle xx el mvet va esdevenir un instrument clau de la música bikutsi.